# لوکا کوگنینی
لوکا کوگنینی (انگلیسی: Luca Cognigni؛ زادهٔ ۲۳ مارس ۱۹۹۱) بازیکن فوتبال است.
از باشگاه‌هایی که در آن بازی کرده‌است می‌توان به باشگاه فوتبال آنکونا و باشگاه فوتبال آسکولی اشاره کرد.